# Роберт Орнстин
Роберт Еван Орнстин (енгл. Robert Evan Ornstein;IPA:  /0.01/ рођен 1942) био је амерички је психолог и писац, професор на Универзитету Калифорније и на Станфорду.

## Биографија

### Младост и образовање
Рођен је 1942. године у Бруклину у Њујорку, где је и одрастао. Био је добар математичар, желео је уписати физику и или поезију, али је на крају уписао психологију на Градском универзитету у Њујорку.
Након завршеног студија психологије, докторирао је 1968. на универзитету Станфорд са тезом О искуству времена.

### Посао
Сарађивао је са лекаром Паул Ерлихом, са писцем Идрисом Шаом и са Џејмсом Берком. Његова књига Психологија свести (1972) била је добро примљена у академским круговима. Прави мозак, његова књига о подељеним мозговима, такође је позната 
 

### Написане књиге
- On the Experience of Time. Penguin Books. 1969.
- The Psychology of Consciousness. 1972. ISBN 978-0-670-58198-6. (Harcourt Brace). [6][7]
  - 4th rev. ed. Penguin Books. 1986.
- On the Psychology of Meditation, coauthor to Claudio Naranjo (Allen & Unwin, 1973)
- The Mind Field. Viking Press. 1976.[3]
  - paperback. Malor Books. 1996.
- The Amazing Brain, with Richard F. Thompson (Houghton Mifflin Company, 1984)
- Multimind (Houghton Mifflin Company, 1986)
- The Healing Brain. 1987. ISBN 978-0-671-61945-9., with David Sobel (Simon & Schuster).
- New World, New Mind: Moving Towards Conscious Evolution, co-authored with Paul R. Ehrlich (Methuen, 1989)
- The Evolution of Consciousness, illustrated by Ted Dewan (Prentice-Hall US, 1991)
- The Roots of the Self, illustrated by Ted Dewan (HarperCollins US, 1993)
- The Axemaker’s Gift, with James Burke, illustrated by Ted Dewan (G. P. Putnam's Sons US, 1995)
- The Right Mind: Making Sense of the Hemispheres (Harcourt Brace & Company, 1997)[8][9]
- MindReal: How the Mind Creates its Own Virtual Reality illustrated by Ted Dewan (Malor Books, 2008)
- Humanity on a Tightrope: Thoughts on Empathy, Family, and Big Changes for a Viable Future co-author Paul R. Ehrlich (Rowman & Littlefield Publishers, 2010))

### Књиге у којима је био рецензент
- Ornstein, Robert E., ур. (4. 3. 1974). The Nature of Human Consciousness (A Book of Readings). New York, USA: Viking Adult. ISBN 978-0-670-50480-0. (Hardcover)
- Ornstein, Robert E.; Swencionis, Charles, ур. (15. 3. 1991). The Healing Brain: A Scientific Reader. New York, USA: The Guilford Press. ISBN 978-0-89862-463-2. (Paperback)

### Монографије
- Physiological Studies of Consciousness (Institute for Cultural Research, 1973)[10]